# Alban Beqiri
Alban Beqiri (* 28. Juni 1994 in Puka) ist ein albanischer Boxer. Mit dem Gewinn einer Bronzemedaille im Halbmittelgewicht bei den Weltmeisterschaften 2021 in Belgrad wurde er Albaniens erster Medaillengewinner bei Boxweltmeisterschaften.

## Boxkarriere
Alban Beqiri ist Linksausleger und wird unter anderem von Sead Bushati trainiert.
Bei den Europaspielen 2015 in Baku unterlag er in der Vorrunde gegen Adam Nolan und bei den Europaspielen 2019 in Minsk im Achtelfinale mit 2:3 gegen Vasile Belous.
2016 versuchte er sich einen Startplatz für die Olympischen Spiele in Rio de Janeiro zu erkämpfen, scheiterte jedoch bei den Qualifikationsturnieren in Samsun und Baku jeweils im Achtelfinale gegen Eimantas Stanionis bzw. Adem Fetahović.
2019 gewann er eine Bronzemedaille im Weltergewicht bei den Balkanmeisterschaften in Antalya und beim selben Event 2021 in Zagreb die Goldmedaille im Mittelgewicht.
Als amtierender Balkanmeister startete er im Halbmittelgewicht bei den Weltmeisterschaften 2021 in Belgrad. Dort erreichte er nach Siegen gegen Boniface Maina (5:0), Saimonas Banys (5:0), Eduardo Beckford (4:1) und Zeyad Iashaish (4:1) das Halbfinale, wo er gegen Wadim Mussajew (0:5) unterlag und eine Bronzemedaille gewann.
Bei den Europaspielen 2023 in Krakau unterlag er im Viertelfinale gegen den späteren Goldmedaillengewinner Nikolai Terterjan und bei der Europameisterschaft 2024 in Belgrad ebenfalls im Viertelfinale gegen Tuğrulhan Erdemir. Bei den Balkanmeisterschaften 2024 in Loznica gewann er hingegen die Goldmedaille im Halbmittelgewicht.